# Oroscopo

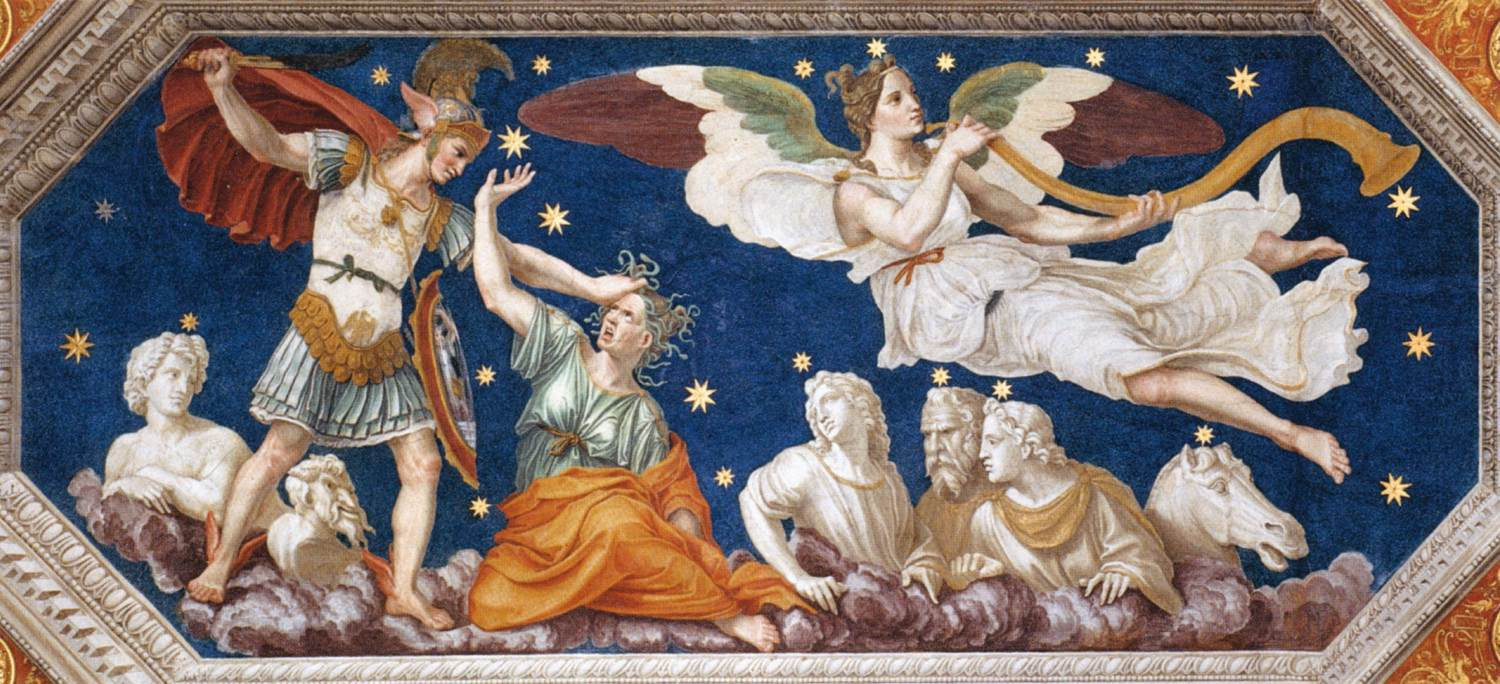
Affresco di Baldassarre Peruzzi che raffigura l'Oroscopo di Agostino Chigi, in cui i pianeti e le costellazioni, rappresentati in sembianze mitologiche, fanno riferimento ad una precisa posizione astronomica (volta della Loggia di Galatea di Villa Farnesina a Roma)

L'oroscopo, dal termine latino hōroscopus, a sua volta proveniente dal greco ὡροσκόπος, hōroskópos, composto di ὥρα, hṓra, «durata di tempo», e σκοπέω, skopéō, «osservare», quindi propriamente «osservare l'ora» è l'interpretazione astrologica della posizione degli astri al momento in cui si verifica un qualsiasi evento. L'arte divinatoria, che è solo uno degli aspetti di un oroscopo, si chiama oroscopia.

## Oroscopo e tema natale
(Johann Wolfgang Goethe, Scritti orfici, 1817)

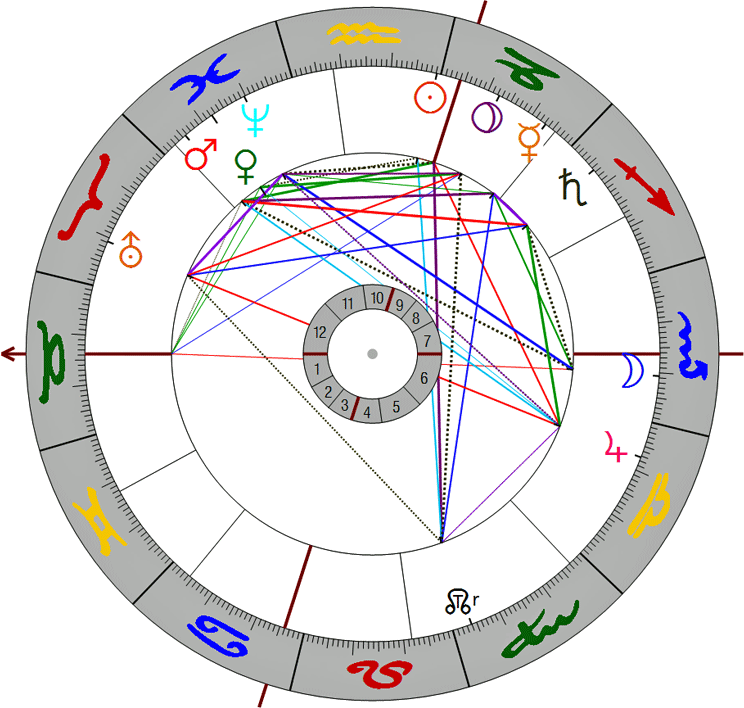
Oroscopo di Donald Trump formulato al momento del giuramento alla Casa Bianca il 20 gennaio 2017 alle ore 12: l'anello esterno contiene i 12 segni dello zodiaco, quello appena interno le 12 case con i simboli dei diversi pianeti posizionati in quel momento. Gli aspetti di quest'ultimi sono evidenziati dalle linee rosse in caso di disarmonia, mentre quelle verdi e blu indicano gli angoli armonici.

L'oroscopo adotta una concezione del tempo basata sul principio di analogia, cioè sulla somiglianza analogica tra un determinato periodo di tempo ed un modello di riferimento, tramite cui poterlo interpretare. La capacità di associare il tempo ad una precisa qualità, su cui si fondavano antiche scienze sapienziali come l'astrologia, la magia, la medicina, era attribuita soprattutto ai sapienti e ai sacerdoti, ritenuti in grado di leggere i segni dei tempi.
La corrispondenza tra eventi celesti e terreni, riassunta nel motto ermetico «come in alto così in basso», veniva così estesa anche al piano temporale, nel senso che ogni istante poteva contenere e riassumere in sé l'eternità intera; soprattutto il momento iniziale di un accadimento era considerato il più importante, come un seme contenente l'intera pianta. Da qui la consapevolezza di dover cominciare un'attività nel momento opportuno (kairos), ossia corrispondente alla qualità del risultato che si desiderava ottenere, come una vittoria militare, la buona riuscita di un matrimonio, il successo di un'impresa economica. L'abitudine di consultare gli astri prima di iniziare un'attività divenne prevalente soprattutto nel Rinascimento.
L'oroscopo più comune in ambito astrologico è pertanto basato sul tema natale, ovvero la rappresentazione degli astri formulata al momento della nascita di una persona.

### Nel linguaggio comune
Viene chiamata oroscopo anche la pubblicazione di predizioni generiche sul destino individuale delle persone, classificate secondo il segno zodiacale di nascita; queste predizioni si basano sull'influenza che il passaggio dei pianeti potrebbe avere, nel periodo di tempo considerato dall'oroscopo, sulle persone nate in un determinato segno zodiacale.

## Creazione di un oroscopo
Per redigere un oroscopo, l'astrologo deve prima accertare l'ora e il luogo esatti della nascita del soggetto da esaminare, oppure dell'inizio dell'evento che intende indagare. L'ora standard locale, da correggere se è in corso l'ora legale, va quindi convertita nell'ora media di Greenwich o nell'ora universale dello stesso istante. L'astrologo deve poi convertirlo nel tempo siderale locale di nascita per poter calcolare l'ascendente e il mediocielo.
L'astrologo consulterà quindi una serie di tabelle chiamate effemeridi, che elencano la posizione del Sole, della Luna e dei pianeti per un particolare anno, data e tempo siderale, rispetto all'equinozio di primavera dell'emisfero settentrionale, oppure alle stelle fisse (a seconda di quale sistema zodiacale venga utilizzato, se tropico o siderale). L'astrologo quindi aggiunge o sottrae la differenza tra il meridiano di Greenwich e la longitudine del luogo in questione per determinare il vero tempo medio locale (LMT) nel luogo di nascita, per evidenziare dove i pianeti risultino visibili sopra l'orizzonte in quella precisa ora e luogo. Nell'oroscopo vengono mostrati anche i pianeti nascosti alla vista sotto la Terra.
Tali operazioni, che in passato venivano effettuale manualmente, oggi è possibile automatizzarle anche tramite siti online.
Utilizzando il processo sopra descritto, i praticanti di astrologia possono ad esempio costruire una carta composita riguardante il momento in cui due persone si sono incontrate, a partire dal quale hanno poi costruito una relazione. Tale carta composita, basata sulle configurazioni astrali di entrambe, fornirà indizi sulla natura e la funzione della relazione.

### Case
Oltre ai segni zodiacali, l'oroscopo presenta 12 settori attorno al cerchio dell'eclittica, conteggiati a partire dall'orizzonte orientale con il segno ascendente. Questi 12 settori sono chiamati case, ed esistono numerosi sistemi diversificati per calcolare queste divisioni. Fin dal XIX secolo furono pubblicate le tavole delle case, soprattutto del sistema Placidus, per facilitare questo compito altrimenti impegnativo.
Il grafico inizia quindi con un quadro di 12 case, al quale si sovrappongono i segni dello zodiaco. Nei sistemi di case uguali, la cuspide (ossia la linea divisoria) tra due case qualsiasi cadrà allo stesso grado per ciascuna di esse: ad esempio se la prima è a 12° del Leone, la seconda casa inizierà a 12° della Vergine, la terza a 12° della Bilancia, e così via.
Nei sistemi di case che tengono conto degli effetti dell'angolo di intersezione tra i piani dell'orizzonte e l'eclittica, i calcoli sono più complicati. Per questi calcoli è fondamentale conoscere la latitudine dell'evento o del luogo di nascita. Per questi calcoli sono disponibili tabelle, ma ora vengono comunemente calcolati tramite computer. La maggior parte dei programmi per computer di astrologia consentono all'utente di scegliere tra una varietà di sistemi di domificazione.

### Posizioni dei pianeti

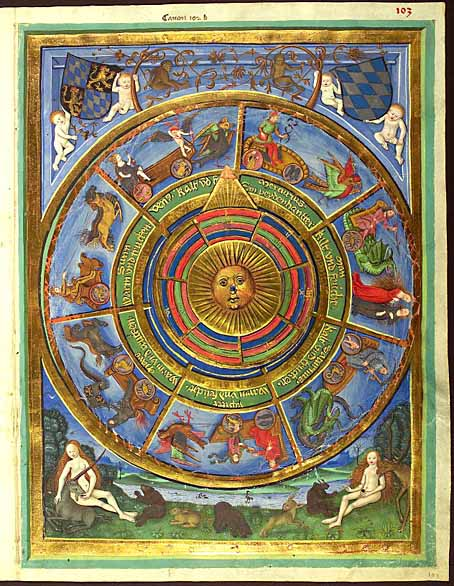
Astrolabio con disco rotante per determinare gli orari di influenza dei sette pianeti.

Dopo aver stabilito le posizioni dei segni nelle case, l'astrologo colloca il Sole, la Luna e i pianeti alle rispettive longitudini celesti. Alcuni astrologi prendono nota anche dei corpi planetari minori, delle stelle fisse, degli asteroidi (ad esempio Chirone) e di altri punti e angoli calcolati matematicamente come il vertice, l'ascendente equatoriale, ecc.
Molti astrologi usano anche quelle che vengono comunemente chiamate parti arabe (o lotti greci), il più comune dei quali è la parte della Fortuna (Pars Fortunae).

### Aspetti
Per completare l'oroscopo, l'astrologo prenderà in considerazione gli aspetti o gli angoli relativi a coppie di pianeti, misurati in gradi, minuti e secondi d'arco. Più gli aspetti sono precisi, più sono ritenuti importanti. Quelli generalmente riconosciuti dalla comunità astrologica sono congiunzione (0°), opposizione (180°), quadrato (90°), trigono (120°), sestile (60°), semiquadrato (45°), sesquiquadrato (135° ) e quinconce (150°). Comprensibilmente questi aspetti sono più significativi quando sono precisi, ma si ritiene che funzionino per approssimazione all'interno di una sfera di influenza, la cui dimensione varia a seconda dell'importanza di ciascun aspetto. Si ritiene ad esempio che le congiunzioni abbiano una sfera d'influenza più grande dei sestili.

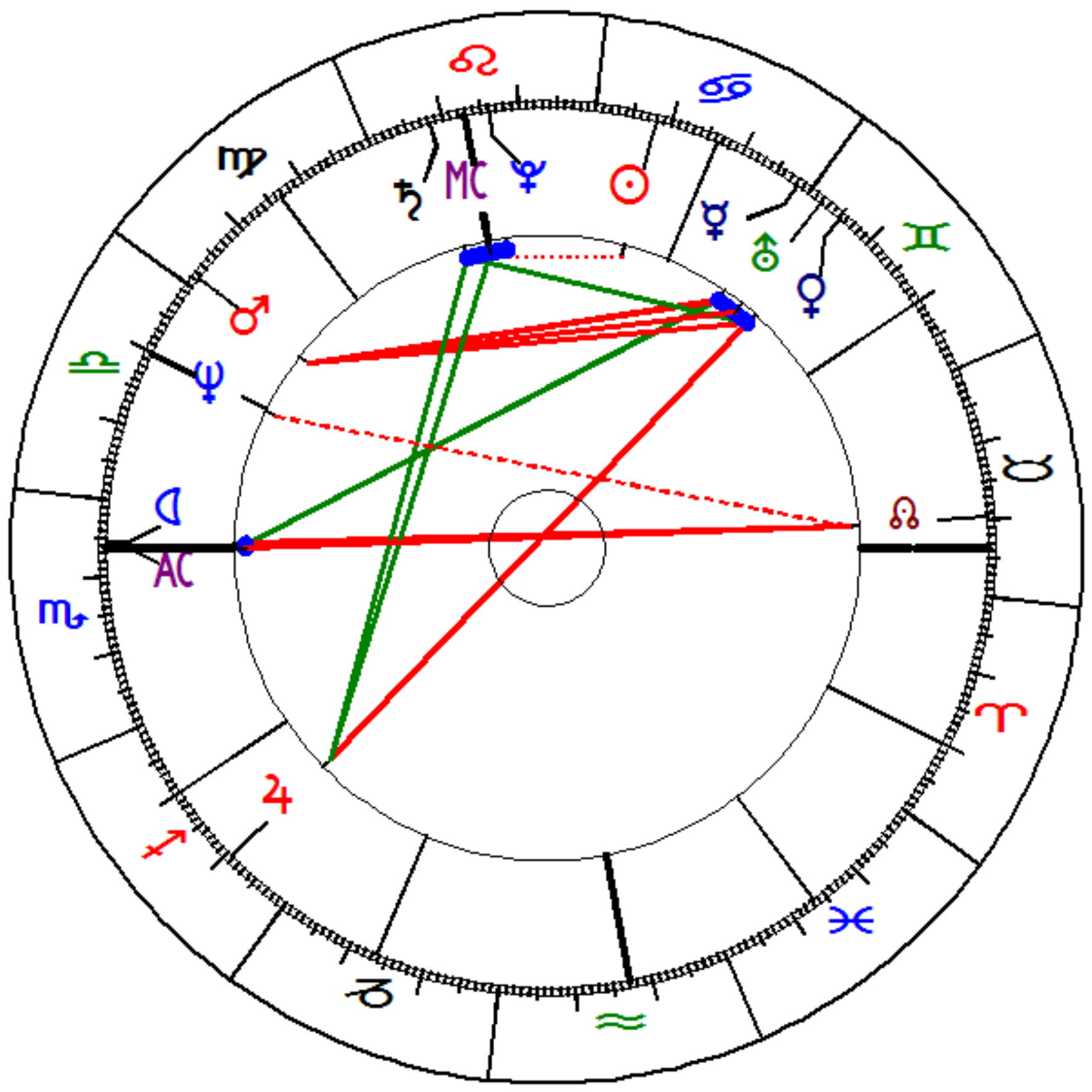
Aspetti planetari in un oroscopo.

La maggior parte degli astrologi moderni ricorrono a una sfera di 17° o meno per gli aspetti che coinvolgono il Sole, 12° per quelli della Luna, 10° per Giove, e a sfere più piccole fino a 8° per gli altri pianeti. Alcuni astrologi, come i professionisti della cosmobiologia e dell'astrologia uraniana, usano aspetti minori, con orbite d'influenza molto più strette.
L'astrologia indiana considera gli aspetti dei pianeti a partire dal segno in cui si trovano, indipendentemente dal grado esatto (come fa quella occidentale). Vengono considerati in particolare gli aspetti di 180 gradi, cioè rispetto al segno opposto, e per alcuni pianeti quelli con specifiche case, anche se vuote: in particolare di Marte in rapporto alle case IV e VIII (dal suo posto nell'oroscopo), Saturno con le case III e X, e Giove con le case V e IX.

### Ascendente
L'ascendente (ASC) è un punto dell'eclittica che sorge sull'orizzonte orientale, rappresentando l'alba di un particolare segno in quel momento, che muta ogni 2 ore circa col ruotare della Terra sul proprio asse. L'ascendente è ritenuto molto importante nell'interpretazione della carta astrologica. Gli è attribuito talvolta più potere del Sole, della Luna e dei pianeti, perché connota ogni elemento della carta natale. L'ascendente è infatti il primo punto energetico di quest'ultimo, simboleggiando il modo in cui si entra e ci si rapporta con la vita. Il segno dell'ascendente caratterizza l'identità personale e l'espressione delle proprie qualità di cui si è consapevoli.
Conoscere la longitudine è necessario per determinare la posizione dell'Ascendente, perché gli oroscopi utilizzano l'ora locale. Dopo aver costruito così l'oroscopo, l'astrologo può iniziare il compito di interpretarlo, sovrapponendo all'occorrenza i transiti planetari dell'istante da decifrare, alla posizione che avevano gli stessi pianeti nel tema natale.
Tale interpretazione dipende inoltre da quale ramo dell'astrologia oroscopica venga utilizzato.
Tra i principali sistemi astrologici, oltre a quello occidentale, vi è l'astrologia vedica indù, ma questi differiscono più che altro sul'enfasi data a certi concetti piuttosto che altri.

## Oroscopi cinesi
Nell'astrologia cinese, gli oroscopi sono basati sul simbolismo dello zodiaco cinese, un sistema di elementi e animali associati con ogni anno secondo un ciclo sessagesimale. Gli oroscopi cinesi appaiono spesso nelle sezioni oroscopi di giornali e riviste insieme agli oroscopi occidentali.